# Dolomedes intermedius
Dolomedes intermedius là một loài nhện trong họ Pisauridae.
Loài này thuộc chi Dolomedes. Dolomedes intermedius được Christoph Gottfried Andreas Giebel miêu tả năm 1863.